# Семеновка (Ершичский район)
Семеновка — деревня в Ершичском районе Смоленской области России. Входит в состав Руханского сельского поселения. Население — 5 жителей (2007 год). 
Расположена в южной части области в 20 км к югу от Ершичей, в 42 км юго-западнее автодороги А101 Москва — Варшава («Старая Польская» или «Варшавка»), на берегу реки Ольшовка. В 38 км северо-западнее деревни расположена железнодорожная станция Криволес на линии Рославль — Кричев. 

## История
В годы Великой Отечественной войны деревня была оккупирована гитлеровскими войсками в августе 1941 года, освобождена в сентябре 1943 года.